# Metraje encontrado (género)
El metraje encontrado es una técnica narrativa en las películas de terror y los falsos documentales en que todo o una parte esencial del filme ficticio es presentado como si fuese material descubierto.
El género se inspira en la técnica literaria del manuscrito encontrado. Los eventos en pantalla comúnmente son vistos a través de la cámara de uno o de otros personajes involucrados, a menudo acompañados por comentarios en tiempo real fuera de toma. Para conseguir realismo, la fotografía es realizada por los mismos actores a medida que la interpretan, elementos visuales de cámara no estabilizada y una actuación muy natural. El metraje puede ser presentado como si fuese «en bruto» y completo, o como si fuese editado en una línea narrativa por aquellos que lo «encontraron».
El uso más común de la técnica es en las películas de terror, donde el metraje pretende ser la única grabación de supervivencia de los eventos, con los participantes ya perdidos o muertos. Esto es también usado en la comedia (por ejemplo, Babysitting, Proyecto X), ciencia ficción (por ejemplo, Project Almanac, Chronicle, Europa Report) y drama (por ejemplo, Exhibit A, Zero Day). La técnica tiene orígenes de las películas experimentales y vanguardistas. Su precursor sería Holocausto caníbal (1980), estableciéndose más tarde con películas como The Blair Witch Project (1999) y Cloverfield (2008). Es importante recalcar que la película no se muestra en primera persona real; lo que ve el espectador es una grabación realizada, en teoría, por los protagonistas, no se pretende simular que las imágenes correspondan siempre a la visión del personaje, si bien en muchas ocasiones coinciden.
El metraje encontrado es originalmente el nombre de un género totalmente diferente, pero a veces ha sido usado para describir falsos documentales con esta técnica narrativa. La revista Variety ha usado el término «falsa película de metraje encontrado» para describir a la película Grave Encounters 2. El erudito cinematográfico David Bordwell ha criticado este reciente uso debido a la confusión que crea, y en su lugar prefiere el término «metraje descubierto» para un truco narrativo.

## Historia
La técnica tiene precedentes en la literatura, particularmente en la novela epistolar, que generalmente consiste de correos o entradas de diarios personales, deliberadamente escritos por un protagonista que presenta los eventos. Como el metraje encontrado, la técnica epistolar a menudo ha sido empleada en la ficción de horror: las novelas Drácula y Frankenstein o el moderno Prometeo son epistolares, así como La llamada de Cthulhu de H. P. Lovecraft.
En el cine, la técnica ha sido usada por primera vez en Holocausto caníbal en 1980 o Alien Abduction: Incident in Lake County en 1998, pero fue popularizada por The Blair Witch Project (1999) y consiguientemente usada en las películas bien conocidas como Actividad paranormal, REC y Poder sin límites.
La técnica ha llamado la atención a los productores por su bajo coste, con la sensación de un documental aficionado permitiendo valores de producción bajos y una calidad fílmica que podría no ser aceptada en una película convencional.
El escritor y director Christopher Landon, quien hizo varias películas de terror con metraje encontrado, dijo que la técnica posiblemente se extienda al horror externo en el futuro: «Es inevitable, debido a la flexibilidad del equipo y calendario y por cómo trabaja en general, y la rapidez, liviandad y facilidad redunda en querer producir más material. No creo que el metraje encontrado esté en peligro de pasar de moda. Creo que está en proceso de ampliarse: estamos empezando a ver películas y más películas que abordan diferentes géneros a través de esa lente, creo que iremos a ver más comedias, que iremos a ver un montón de películas de ciencia-ficción... A veces esto me recuerda cuando la telerrealidad se hizo un éxito y fue creciendo. Entonces hubo un montón de crítica y gente que decía: "Esto desaparecerá". Pero no desapareció: cambió muchísimo. YouTube ha cambiado completamente la forma en que nosotros experimentábamos las películas porque hay gente allí fuera haciendo cosas todo el tiempo y capturando momentos, y por tanto existe un cierto lenguaje que hemos adoptado. Creo que el formato del metraje encontrado conecta con eso. Está muy relacionado con las personas.»
En los últimos años, la técnica se ha generalizado en el cine mainstream, consiguiendo éxito comercial y crítico, como en la película Cloverfield, Sector 9 y Actividad paranormal.
También se ha hecho un hueco en Internet, donde webseries de terror analógico como The Mandela Catalogue, Local 58 o The Backrooms intentan crear un ambiente tenso e incómodo con las manipulaciones y la antigüedad de las grabaciones.

## Características
Ya sea terror, drama o ciencia ficción, esta técnica narrativa ofrece nuevos alcances a la película. Existe tres mayores características que se hace muy evidente al usar la técnica. No obstante, la única intención para uso es la cercanía a flor de piel que se puede generar entre el espectador y el personaje. Por ejemplo, una sensación de cotidianeidad o espontaneidad.

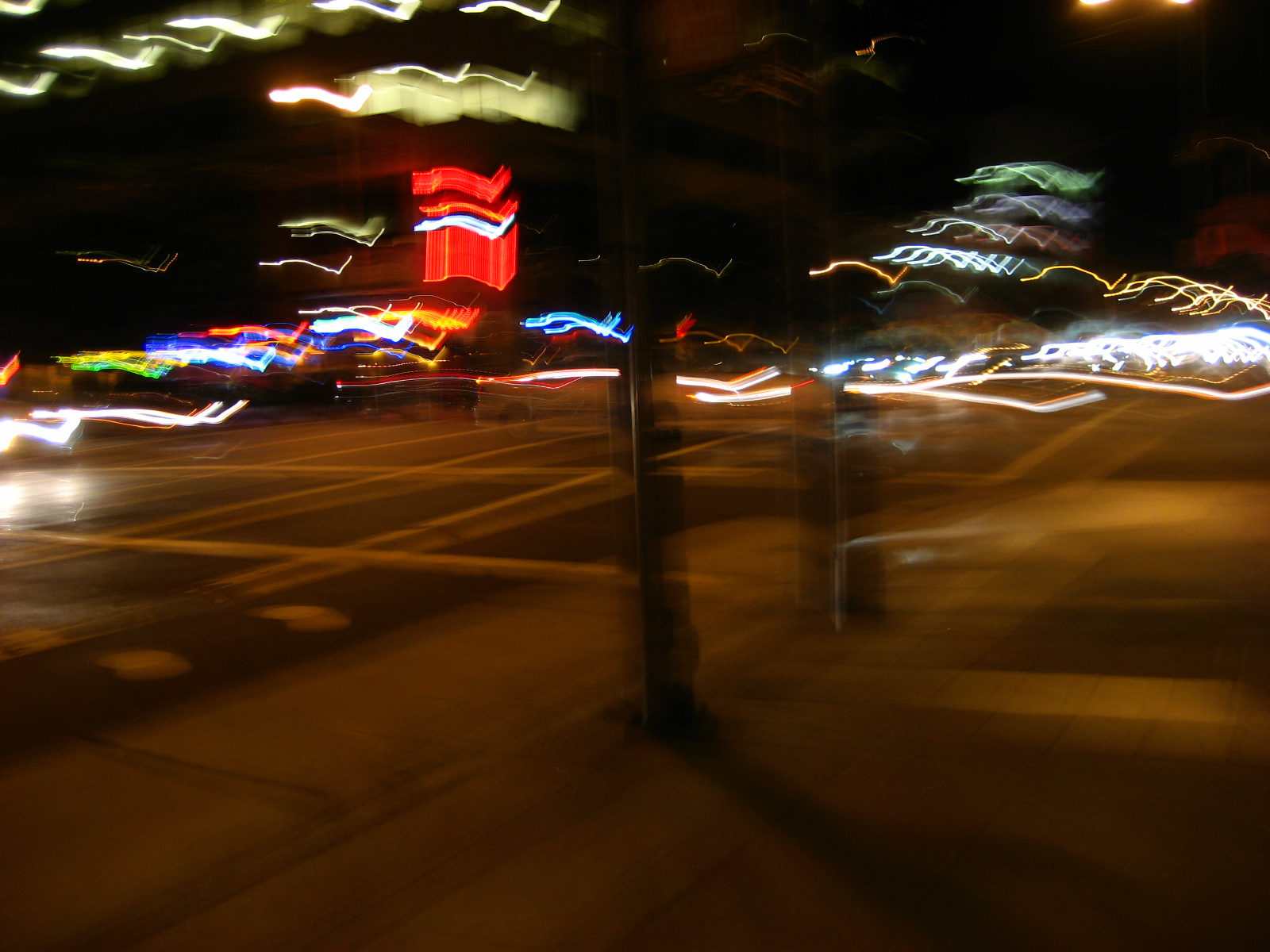
El efecto «cámara no estabilizada» es un elemento predominante en las películas de metraje encontrado, utilizado para dar realismo.

- Título omitido. En muchas películas que usa esta técnica, la presentación de su título queda obviada y va directamente a una advertencia indicando que la película fue "encontrada" por cierta entidad gubernamental o es usada como material artístico e histórico. De allí proviene el término "metraje encontrado".
- Narrativa dúctil. Las películas con metraje encontrado usan un argumento que va desde lo manido a lo complejo. Los metrajes encontrados que usan archivos reales, adquieren un ambiente más valorado por su mensaje complejo, centrado en una trama construido, que conectados entre sí forman una historia. Las imágenes en estos archivos son tomados en diferentes situaciones, y no son tan cerrados en toma como Holocausto caníbal, Cloverfield y [•REC]. Un ejemplo clave, utilizado en las películas de terror y suspense con un predominante valor al metraje encontrado, aprovechan el único medio visual (una cámara casera) para causar intriga y angustia en el espectador.
- Cámara inestable. En la mayoría de las películas que usan metraje encontrado existe un elemento visual llamado «cámara inestable», donde la imagen no encaja adecuadamente y capta giros vertiginosos, dificultando la visión de una escena o del panorama. La película Cloverfield de Matt Reeves es un claro ejemplo del excesivo uso de este efecto, visto en ocasiones donde el camarógrafo (uno de los protagonistas) se encuentra en situaciones peligrosas y letales. Para lograr más realismo, el monstruo mostrado en la película, creado digitalmente, debe moverse al ritmo del enfoque torpe de la cámara. Otras películas tratan de no abusar de este efecto y tienen cierto cuidado al filmar.
- Banda sonora. Comúnmente, muchas películas con metraje encontrado no usan música extradiegética, aunque posiblemente sí intradiegética. Existe momentos subliminales en película que implementan sutilmente con sonidos experimentales. Es muy posible escuchar en muchas escenas de Cloverfield si se detiene a escuchar.

## Crítica
Los detractores consideran que el género sufre de muchas limitaciones que le hace perder de valiosos elementos cinematográficos. El protagonista es sentido como casi ausente e invisible, y hace difícil reconocer como los eventos le afectan físicamente. A pesar de que la película The Blair Witch Project contiene una escena de confesión que acerca al protagonista a la audiencia, en muchos momentos claves su ausencia visual debilita la narrativa. Otra limitación importante está relacionado al tiempo real que impide ver el desarrollo y madurez del personaje, confinado a un mundo pequeño y de duración fugaz, sin embargo, existe una pequeña excepción en El último exorcismo.
El uso de cámara no estabilizada ha tenido mucha reacción polarizada. Aunque muchos lo consideran una estética bastante entretenida, a otros se le dificulta visualizar los detalles e imposibilita la nitidez del entorno del personaje. Como mencionado en líneas arriba, esta característica es muy intrínseca al uso de la técnica, así que el debate se vuelve más acalorado a la hora de disfrutar una película con metraje encontrado. Por otro lado, la participación de actores desconocidos es importante porque entrega realismo, no obstante, la crítica ha detectado que muchos actores desconocidos no consiguen un performance exitoso en momentos claves y de mucho drama, y «rompen la ilusión».
La línea narrativa es muy crítica por su debilidad y carencia de evoluciones que satisfagan con clímax épicos y recompensas narrativas.

## Películas
- Holocausto caníbal (1980)
- Guinea Pig 2: Flower of Flesh and Blood (1985)
- Månguden (1988)[4]
- 84C MoPic (1988)
- UFO Abduction (1989)
- Man Bites Dog (1992)
- Forgotten Silver (1995)
- Alien Abduction: Incident in Lake County (1998)
- The Last Broadcast (1998)
- 909 Experiment[5] (1999)
- The Blair Witch Project (1999)
- The St. Francisville Experiment (2000)
- Gang Tapes[6] (2001)
- August Underground (2001)
- The Collingswood Story (2002)
- Sábado, una película en tiempo real (2002)
- August Underground's Mordum (2003)
- The Great American Snuff Film (2003)
- Zero Day (2003)
- Incident at Loch Ness (2004)
- September Tapes (2004)
- The Last Horror Movie (2005)
- Noroi: The Curse (2005)
- The Zombie Diaries (2006)
- La Caza (2006)
- Alone with Her (2007)
- Welcome to the Jungle (2007)
- The Poughkeepsie Tapes (2007)
- August Underground's Penance (2007)
- Long Pigs (2007)
- Cold Case (2007)
- Exhibit A (2007)[7]
- Paranormal Activity (2007)
- Muerte de una caza fantasmas (2007)
- En Vivo! (2007)
- REC (2007)
- Look (2007)
- Redacted (2007)
- Monster (2008)
- Cloverfield (2008)
- Diary of the Dead (2008)
- Home Movie (2008)[8]
- Junio 9[9] (2008)
- Cuarentena (2008)
- The Butcher (2008)
- Lunopolis (2009)
- Evil Things (2009)
- Okaruto (2009)
- Distrito 9 (2009)
- Entidad paranormal (2009)
- Daniel Monegro in Dandy (2011)
- Murder Collection V.1 (2009)
- REC 2 (2009)
- El Ritual (2009)
- Trash Humpers (2009)
- Bachiatari Bōryoku Ningen (2010)
- Love Sex aur Dhokha (2010)
- 8213: Gacy House (2010)
- Abnormal Activity[10] (2010)
- AtroZ (2010)
- Ojos en la oscuridad (2010)
- Lake Mungo (2010)
- Hotel Hollywood (2010)
- El último exorcismo (2010)
- Meadowoods (2010)[11]
- Paranormal Activity 2 (2010)
- Paranormal Activity 2: Tokyo Night (2010)
- Efecto paranormal[12] (2010)
- Re-Cut[13] (2010)
- Shirome (2010)
- Undocumented (2010)
- The Virginity Hit (2010)
- The Troll Hunter (2010)
- Unaware (2010)
- Anneliese: The Exorcist Tapes (2011)
- Ragini MMS (2011)
- The Tunnel (2011)
- Megan is Missing (2011)[14]
- Fenómeno siniestro (2011)
- Mundo de los muertos: The Zombie Diaries (2011)
- Hollow (2011)[15]
- Untitled (2011)
- Actividad paranoica 2[16] (2011)
- Apollo 18 (2011)
- Las Cintas (2011)
- The Human Centipede 2 (2011)
- Stingy Jack[17] (2011)
- Paranormal Activity 3 (2011)
- El Haunting de Amityville (2011)[18]
- Chō Akunin (2011)
- Apartment 143 (2012)
- REC: Génesis (Primeros minutos como metraje encontrado) (2012)
- Críptico (2012)[19]
- Con el diablo adentro (2012)
- V/H/S (2012)
- Chronicle (2012)
- Proyecto X (2012)
- Evidencia Paranormal (2013)[20]
- Crimen de odio (2012)
- Terror en Chernobyl (2012)
- Nawiedzona Polska (2012)
- The Bay (2012)
- Calle fantasma 100: (2012)
- The Dinosaur Project (2012)
- Fenómeno siniestro 2 (2012)
- Delivery (2012)
- Escarcha (2012)
- Una noche en el bosque (2012)
- Fin de guardia (2012)
- La Conspiración (2012)
- Leaving D.C. (2012)
- Paranormal Activity 4 (2012)
- Área 407 (2012)
- El futuro (2013)
- V/H/S/2 (2013)
- Una casa encantada (2013)
- 30 Noches de Actividad paranormal con el Diablo dentro de la chica del tatuaje de dragón (2013)
- El metraje superior (2013)
- Dabbe: Maldición de los genios (2013)
- Paso del Diablo (2013)
- The Frankenstein Theory (2013)
- Cult (2013)
- Scary Movie 5 (2013)
- Willow Creek (2013)
- Cementerio general (2013)
- Reporte de Europa (2013)
- The Borderlands (2013)
- Los diarios paranormales: The Clophill (2013)
- Casos principales: asesinos en serie en el valle de Delaware (2013)
- Los sucios (2013)
- Cinta Sx (2013)
- Conectado (2013)
- Skinwalker Ranch (2013)
- 6-5=2 (2013)
- Best Night Ever (2013)
- Europa One (2013)
- Una casa encantada 2 (2014)
- Paranormal Activity: The Marked Ones (2014)
- Dueño del diablo (2014)
- Vampiro de agua negra (2014)
- Exists (2014)
- Ventanas abiertas (2014)
- The Den (2014)
- Afligido (2014)
- Niñera (2014)
- Metraje encontrado 3D (2014)
- Sin señal (2014)
- Demonios internos (2014)
- Into the Storm (2014)
- Llamando a Ecco (2014)
- The Possession of Michael King (2014)
- Así en la Tierra como en el infierno (2014)
- The Hunted (2014)
- Gore, Quebec (2014)
- La toma de Deborah Logan (2014)
- Hangar 10 (2014)
- V/H/S: Viral (2014)
- Creep (2014)
- The Pyramid (2014)
- Digging up the Marrow (2014)
- Encounters (2014)
- El Instituto Atticus (2015)
- Project Almanac (2015)
- Ghoul (2015)
- Nightlight (2015)
- Archivo 253 (2015)
- El proyecto final (2015)
- Unfriended (2015)
- Area 51 (2015)
- El incidente de Phoenix (2015)
- The Cutting Room (2015)
- The Gallows (2015)
- Always Watching: A Marble Hornets Story (2015)
- JeruZalem (2015)
- La Visita (2015)
- Paranormal Activity: The Ghost Dimension (2015)
- Ocupantes (2015)
- Atroz[21] (2015)
- Unlisted Owner (2016)
- Aksbandh (2016)
- Población cero (2016)
- Operacion Avalanche (2016)
- Blair Witch (2016)
- Por mi gato: una película para Anne (2016)
- 1974: La posesión de Altair (2016)
- The Dark Tapes (2017)
- Phoenix Forgotten (2017)
- #FromJennifer (2017)
- El Proyecto Monstruo[22] (2017)
- Noctem (2017)
- Unfriended: Dark Red (2018)
- El otro lado del viento (2018)
- Searching (2018)
- Expediente 212 Archivo Fantasma (2018)
- Doppel (2019)
- The Gallows: Act II (2019)
- Play (2019)
- Murder Death Koreatown (2020)
- Host (2020)
- The Medium (2021)
- V/H/S/94 (2021)
- Paranormal Activity: Next of Kin (2021)
- Late Night with the Devil (2023)
- Entra en mi vida (2024)

## Televisión
- Alternative 3 (1977) (especial de TV)
- Alien Autopsy (Fact or Fiction?) (1995) (documental)
- Alien Abduction: Incident in Lake County (1997) (mockumentary)
- Freakylinks (2000)
- Jeopardy (2002) (serie)
- The Comeback (2003) (serie)
- El Chavo animado (2006) (serie animada), episodio "Cómo de película"
- Lost Tapes (2009) (serie)
- The River (2011) (serie)
- Ultimate Spider-Man, episodio "Exclusive" (2012) (serie animada)
- The Simpsons (2012) (serie animada), episodio "Treehouse of Horror XXIII", segmento "Un-normal Activity" es una parodia a Paranormal Activity y varias de sus secuelas
- Kalifornication  (2013) (serie)
- Psych, episodio "Lassie Jerky" (2013) (serie), grabado parcialmente como found-footage
- Doctor Who (2015) (serie), episodio 9 (Sleep No More) de la novena temporada de la serie moderna
- American Horror Story: Roanoke (2016) (serie), sexta temporada de la serie de antología American Horror Story, vista como un documental y luego como el metraje encontrado de un reality show cancelado
- American Vandal (2017) (serie)
- Steven Universe, episodio "The Big Show" (2018) (serie animada)
- Inside No. 9, episodio "Cold Comfort" (2018) (serie)
- Clarence, episodio "Clarence The Movie" (2018) (serie animada)

## Videojuegos
- Michigan: Report from Hell (2005)
- Halo 3: ODST (2009)
- Kane & Lynch 2: Dog Days (2010)
- Girlfrieds' fight  (2008)
- Slender: The Arrival (2013)
- Outlast (2013)
- What happened with Katie?  (2014)
- Outlast 2 (2017)
- Paranormal Activity: The Lost Soul (2018)
- Blair Witch (2019)

## Webseries
- Marble Hornets (2009 - 2014), basada en el creepypasta Slender Man.
- Polybius (2017), episodio n.º 150 de Angry Video Game Nerd, lanzado por partes.

## Videos musicales
- Drag the Waters por Pantera (1996)
- Bloodline por Slayer (2001)
- Babalon A.D. por Cradle of Filth (2003)
- The Wretched Spawn por Cannibal Corpse (2004)
- Walk with Me in Hell por Lamb of God (2006)
- Dull Boy por Mudvayne (2007)
- I Need Your Love por Calvin Harris ft. Ellie Goulding (2012)
- Run On Love por Tove Lo ft. Lucas Nord (2013)
- One Last Time por Ariana Grande (2015)
- Photograph por Ed Sheeran (2015)
- Run Away with Me por Carly Rae Jepsen (2015)
- All Night por The Vamps (2016)
- All We Know por The Chainsmokers (2016)
- Galway Girl por Ed Sheeran (2017)